# HTC Flyer
De HTC Flyer (ook wel bekend als de HTC Evo View 4G) is een tablet van het Taiwanese bedrijf HTC. De tablet werd aangekondigd tijdens het MWC 2011 en kwam uit in een zwart met rode 4G-uitvoering en een zilver met witte wifi-only-uitvoering. De tablet wordt inmiddels niet meer verkocht.
De tablet maakte bij de introductie gebruik van versie 2.3 van het besturingssysteem Android, deze versie wordt ook wel Gingerbread genoemd. De tablet is te updaten naar versie 3.2 "Honeycomb". HTC verandert de standaard Android-gebruikersomgeving met de eigen grafische schil Sense UI. Via speciale "custom roms" is het mogelijk om naar versie 4.1.2 "Jelly Bean" te upgraden. Men moet het dan echter wel zonder Sense UI stellen.

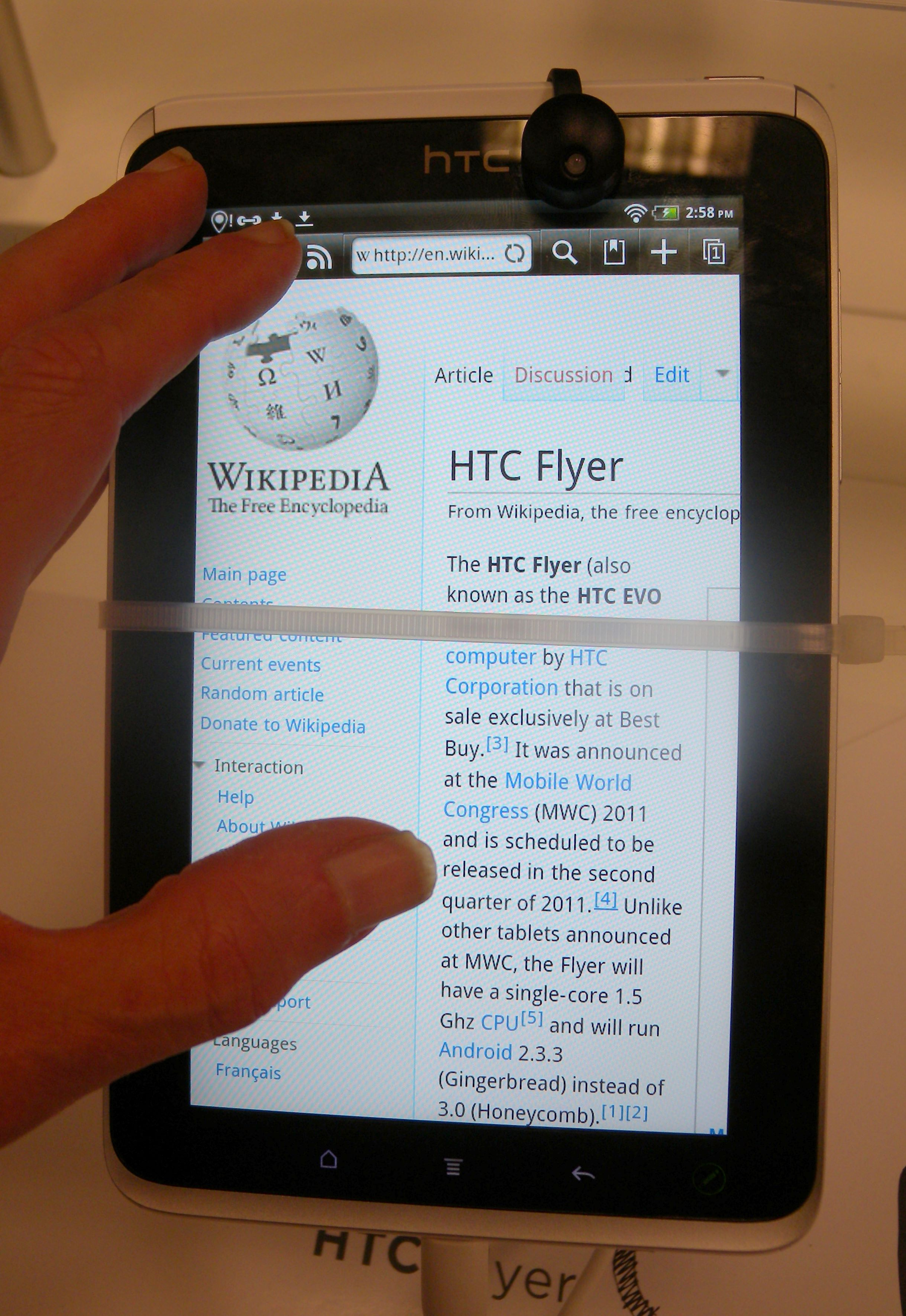
Wikipedia afgebeeld op de HTC Flyer

Het 7 inch (17,8 cm) lcd-scherm heeft een resolutie van 1024 x 600 pixels, wat uitkomt op 170 pixels per inch.
De tablet draait op een Snapdragon MSM8255T-processor van Qualcomm. De chipset bestaat uit één kern, wat ook wel "single core" wordt genoemd. De processor is geklokt op 1,5 GHz. Het werkgeheugen bedraagt 1 GB RAM en het opslaggeheugen is er in een 16GB- en 32GB-versie, die allebei tot 32 GB uitgebreid kunnen worden via een microSD-kaartje.

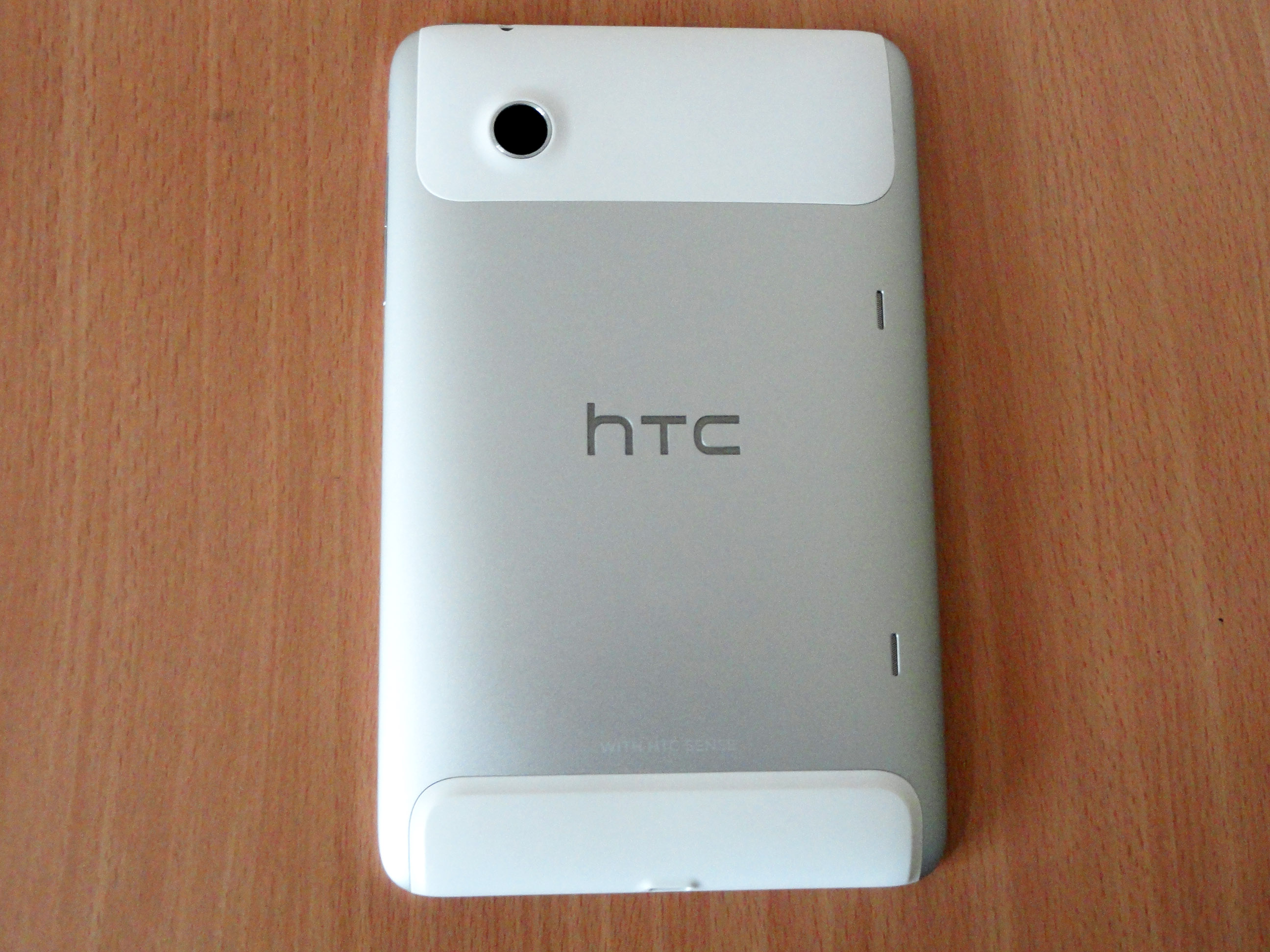
Achterkant van de HTC Flyer

De Flyer is 195,4 mm lang, 122 mm breed en 13,2 mm dik. De tablet weegt 421 gram.
De tablet heeft een lithium-ion-polymeer-accu met een capaciteit van 4000 mAh. De tablet beschikt over twee camera's: een aan de achterkant van 5 megapixel en een aan de voorkant van 1,3 megapixel om te kunnen videobellen. Ook heeft de Flyer een stylus om mee bediend te worden, deze heet de HTC Scribe.